# مايكل بيجلر
مايكل بيجلر (بالألمانية: Michael Biegler) مواليد 5 أبريل 1961 في لايشلينغن، ألمانيا، هو لاعب كرة يد ألماني سابق أصبح مدرباً.

## سجل المنافسة
نافس في البطولات التالية (كمدرب):
- بطولة العالم لكرة اليد للرجال 2015
- بطولة أوروبا لكرة اليد للرجال 2014
- بطولة أوروبا لكرة اليد للرجال 2016
- بطولة أوروبا لكرة اليد للسيدات 2016